# Ljachtschyzy
Ljachtschyzy (belarussisch Ляхчыцы, Ляхчычы, russisch Ляхчицы) ist ein Dorf im Rajon Kobryn in der Breszkaja Woblasz in Belarus. Die Ortschaft ist administrativ in den Selsawet Chidry eingegliedert. Das Dorf liegt etwa 15 Kilometer von Kobryn und 65 Kilometer von Brest entfernt. Nahe dem Dorf in den Bergen ist das Grab, in dem nach der Legende eine Frau namens Olga begraben ist.

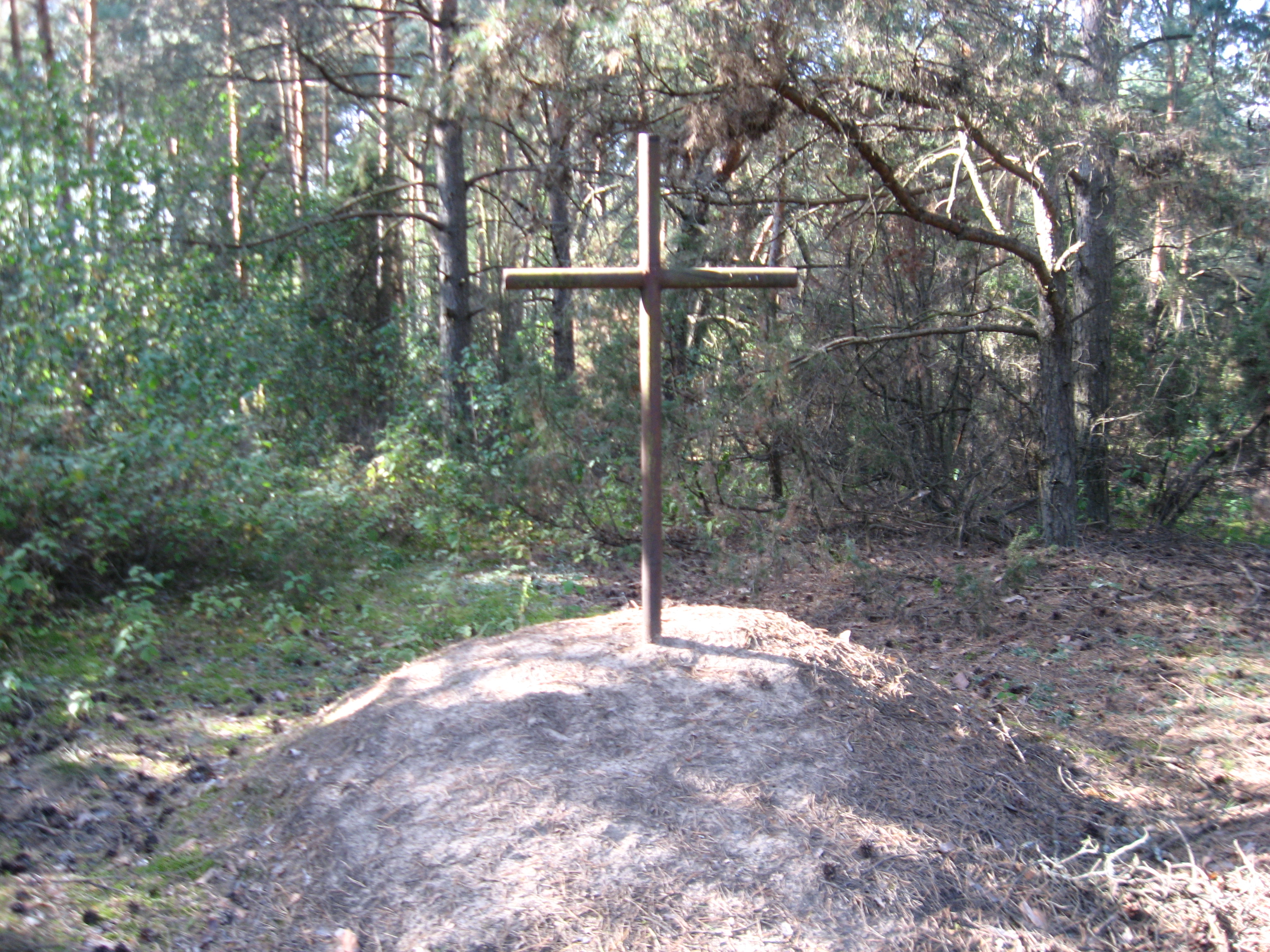
Kreuz in Kniazha Mountain